# Harry Stamper
Harold Jack Stamper, detto Harry (Stockton-on-Tees, 6 ottobre 1889 – Durham, gennaio 1939), è stato un calciatore inglese, di ruolo centrocampista.

## Carriera

### Club
Ha giocato dal 1911 al 1922 nello Stockton FC, con cui nel 1911 ha anche vinto una FA Amateur Cup.

### Nazionale
È stato campione olimpico nel 5º Torneo olimpico di calcio, nel quale ha giocato nella semifinale vinta per 4-0 contro la Finlandia. Sempre nel 1912 ha giocato un'amichevole contro la Germania.

## Palmarès

### Club

#### Competizioni nazionali
- FA Amateur Cup: 1

Stockton FC: 1910-1911

### Nazionale
- Oro olimpico: 1

Stoccolma 1912